# Cromwell (tenk)
Cromwell (službeno eng. Cruiser Mark VIII Cromwell) je bio britanski brzi tenk u Drugom svjetskom ratu. U početku deklariran kao Cromwell III ili Cromwell M (zbog naziva motora Meteor), kasnije samo Cromwell. U serijsku proizvodnju je uveden u siječnju 1943. godine. Izgledom i tehničkim rješenjima gotovo identičan Cavalieru i Centauru s glavnom razlikom što je imao ugrađen jači Rolls-Royce Meteor V12 benzinski motor. Snažniji motor ga je učinio najbržim tenkom iz britanske serije brzih tenkova (eng. Cruiser tank), s najvećom brzinom od 64 km/h. Time je bio i jedan od najbržih tenkova u Drugom svjetskom ratu. Zajedno s američkim M4 Shermanom je tvorio okosnicu britanskih oklopnih snaga 1944. – 1945. i tijekom Drugog svjetskog rata je bio najkorišteniji tenk u britanskoj vojsci. Kupola i tijelo tenka su bili jednostavnog četvrtastog oblika. Proizvodnja je bila pojednostavljena i ubrzana zbog spajanja oklopnih ploča zavarivanjem, a ne zakivanjem kao na ranijim tenkovima iz serije.
Najveći nedostatak je bio top kalibra 75 milimetara, koji se u vatrenoj moći nije moga mjeriti s njemačkim topovima na Pantheru ili Tigeru. Mala dubina kupole je onemogućila nadogradnju tenka s većim i učinkovitijim topom. Nakon savezničkog iskrcavanja u Normandiji se pokazalo da je njegova brzina jedina prednost, jer oklop je bio pretanak i gotovo uopće nije bio zakošen, a top je imao premalu probojnost da bi penetrirao oklop težih njemačkih tenkova. Maksimalna brzina je na nekim kasnijim primjercima ograničena na 52 km/h (32 mph) zbog duljeg trajanja ovjesa. Kao i kod svih prethodnika, na temelju ovog tenka je također nastalo mnogo inačica za različite specijalne namjene.

### Zajednički poslužitelj
|  | Zajednički poslužitelj ima još gradiva o temi Cromwell |